# Суховаре
Суховаре су насељено место у саставу општине Поличник, у Задарској жупанији, Република Хрватска.

## Историја
До територијалне реорганизације у Хрватској налазиле су се у саставу старе општине Задар.

## Становништво
На попису становништва 2011. године, Суховаре су имале 508 становника.

## Попис 1991.
На попису становништва 1991. године, насељено место Суховаре је имало 891 становника, следећег националног састава:
| Попис 1991.‍  | Попис 1991.‍  | Попис 1991.‍ | Попис 1991.‍ | Попис 1991.‍ |
| ------------ | ------------ | ----------- | ----------- | ----------- |
|              |              |             |             |             |
| Хрвати       | Хрвати       |             | 884         | 99,21%      |
| Срби         | Срби         |             | 1           | 0,11%       |
| остали       | остали       |             | 1           | 0,11%       |
| регион. опр. | регион. опр. |             | 1           | 0,11%       |
| непознато    | непознато    |             | 4           | 0,44%       |
| укупно: 891  |              |             |             |             |